# Jecimauro José Borges
Jecimauro José Borges (Guaratinguetá, 22 april 1980) is een Braziliaans voormalig voetballer die als verdediger speelde.

## Carrière
Hij tekende in 2007 bij Coritiba in de Campeonato Brasileiro Série B. Met deze club werd hij in 2007 kampioen van de Série B en promoveerde de club naar de Série A. Jeci speelde tussen 2008 en 2009 voor SE Palmeiras. In 2009 keerde hij terug bij Coritiba. In 2010 degradeerde de club naar de Série B. Met deze club werd hij in 2010 kampioen van de Série B en promoveerde de club naar de Série A. In 2011 haalde de ploeg de finale van de Copa do Brasil.